# كركياوات
الكركياوات (الاسم العلمي:Gruinae) هي أسرة من الطيور تتبع الفصيلة الكركية من رتبة الكركيات.

## أجناس
- الكركي الحقيقي (الاسم العلمي:Grus)
- الكركى الإنساني (الاسم العلمي:كركي)
- الكركى الثور (الاسم العلمي:Bugeranus)